# Io sono un autarchico
Io sono un autarchico è un film italiano del 1976 prodotto, scritto e diretto da Nanni Moretti, qui al suo esordio alla regia di un lungometraggio.

## Trama
Michele, che vive in un appartamento romano e viene mantenuto economicamente dal padre, dopo essere stato abbandonato dalla moglie e badando al figlio Andrea, occupa il suo tempo recitando in una compagnia teatrale sperimentale sotto la direzione artistica dell'amico Fabio. Fra le varie vicende, il gruppo teatrale si avventura in una poco piacevole esperienza di "training" in collina, dalla quale alcuni non ritorneranno.
Mentre prosegue la messa in scena dello spettacolo, Michele passa il tempo con il figlio cercando di riallacciare il rapporto con Silvia, mentre Fabio cerca disperatamente di contattare un critico teatrale per la prima della commedia. Alla fine lo spettacolo viene messo in scena e il critico teatrale lo commenta parlando di tutto tranne che della trama.
Dopo varie repliche che vedono il pubblico progressivamente diminuire, Michele e la moglie si lasciano definitivamente, mentre Fabio viene abbandonato dal pubblico dopo un inutile tentativo di aprire un dibattito con gli spettatori.

## Produzione
Costato appena 3 milioni e settecentomila lire e interpretato da attori non professionisti (amici, parenti, intellettuali), è il primo lungometraggio di Moretti, girato in Super8 e in tre mesi a Roma. Più per limiti tecnici che per scelta stilistica, è quasi interamente composto da riprese a camera fissa e da sequenze che per lo più si esauriscono in un'unica inquadratura. Il film è interamente doppiato.
Successivamente venne poi ristampato in 16 mm per la distribuzione nazionale.

## Distribuzione
La prima del film ebbe luogo il 14 dicembre del 1976, al Filmstudio di Roma, all'interno di una rassegna dedicata al "Nuovo cinema italiano", disertata da molte delle principali firme giornalistiche per lo scarso richiamo esercitato dallo sconosciuto autore. Questa comunque non è la prima presentazione di un Super8 di Moretti al Filmstudio: un anno prima, il 6 dicembre, erano state presentate tre sue opere all'interno della rassegna "Dimensione Super8": i cortometraggi Paté de bourgeois (1973) e La sconfitta (1973) e il mediometraggio Come parli frate? (1974), una parodia del romanzo I promessi sposi.
A dispetto delle previsioni degli organizzatori, il film ha un notevole successo di pubblico, grazie anche alle favorevoli recensioni di alcune autorevoli firme giornalistiche (Callisto Cosulich, Tullio Kezich, Alberto Farassino), e resta in programma sino al 20 dicembre. Ogni sera, al termine delle proiezioni, Nanni Moretti deve portarsi a casa le bobine, essendo quella l'unica copia in circolazione. Inoltre il formato Super8 non ha negativo e non può quindi essere ristampato.
Ristampato in pellicola 16 mm, a spese dell'ARCI, il film venne così distribuito anche sul territorio nazionale, per cineclub e sale d'essai, mentre a Roma, oltre a restare in programmazione al Filmstudio altri tre mesi, da marzo a maggio 1977 per tre proiezioni giornaliere, viene richiesto, per una settimana, anche dal Politecnico, un altro cineclub. La consacrazione definitiva avviene con la trasmissione, nell'ottobre 1977, da parte della seconda rete RAI.
La novità del film, con le sue connotazioni di «conversione in senso democratico della macchina cinema», viene proposta anche all'estero. Alla Berlinale la pellicola viene presentata al "Forum", una rassegna parallela, mentre a Parigi resta in programmazione per un mese allo Studio des Ursulines.

## Il caso del "Rizzoli"
Nel 1977 Io sono un autarchico fu candidato alla vittoria finale della sesta edizione del Premio Angelo Rizzoli, sezione autori cinematografici italiani giovani. La giuria del concorso - presieduta da Leone Piccioni - era composta da Carlo Bernari, Guglielmo Biraghi, Tullio Kezich, Gian Luigi Rondi, Angelo Solmi, Alberto Lattuada, Renato Guttuso, Virna Lisi, Alberto Sordi, Luigi Torino e Alberto Arbasino (quest'ultimo in collegamento telefonico).
Le votazioni si svolsero ad Ischia l'8 maggio ed ogni giurato aveva la facoltà di motivare la propria preferenza di fronte alla platea: molti si avvalsero di questa opportunità (ricevendo anche delle critiche) ma altri, come Sordi, si rifiutarono di parlare in pubblico. Dopo quattro votazioni, il film di Nanni Moretti era in vantaggio nelle preferenze senza però aver conseguito la maggioranza assoluta dei voti; per superare l'impasse Arbasino e un altro giurato, di cui non si conosce l'identità, modificarono il proprio voto e optarono per Un cuore semplice di Giorgio Ferrara, che vinse. Non appena apprese la notizia, Moretti gridò una parolaccia e abbandonò le premiazioni in lacrime.
Fu per molto tempo parer comune che l'altro giurato che ne decretò la sconfitta fosse Alberto Sordi: la successiva polemica tra i due cineasti romani, culminata nella celebre battuta contro il suo cinema in Ecce Bombo, non fece che rinforzare questa tesi. Tuttavia molti anni dopo, in un'intervista concessa al Corriere della Sera nel 1996, "Albertone" affermò di aver sempre sostenuto durante le votazioni "quel ragazzo magro ed emotivo" e di conoscere il nome del giurato che aveva cambiato preferenza, ma di non volerlo rivelare essendo "un giurato d'onore".
Nanni Moretti comunque si rifece l'anno dopo, vincendo il Premio Angelo Rizzoli del 1978 proprio per Ecce bombo.